# Marie Louisa Šlesvicko-Holštýnská
Marie Louisa Šlesvicko-Holštýnská (Franziska Josepha Louise Augusta Marie Christina Helena; 12. srpna 1872, Windsor – 8. prosince 1956, Londýn) byla vnučka královny Viktorie a anhaltská princezna.

## Původ a dětství
Princezna Marie Louisa se narodila v Cumberland Lodge ve Windsor Great Park jako nejmladší dcera Kristiána Šlesvicko-Holštýnského, nejmladšího syna vévody Kristiána Augusta II. Šlesvicko-Holštýnsko-Sonderbursko-Augustenburského, a jeho manželky princezny Heleny Britské, třetí dcery královny Viktorie a prince Alberta. Pokřtěna byla 18. září 1872. Jejími kmotry byli císař František Josef I. a královna Marie Hannoverská.
Rodiče sídlili ve Spojeném království a princezna byla považována za členku britské královské rodiny. Podle královského výnosu z 15. května 1867 byly děti prince a princezny oslovovány "Výsost". Od svého narození tak měla Marie Louisa oslovení Její Výsost princezna Marie Louisa Šlesvicko-Holštýnská, i když jen ve Spojeném království. V rodině byla známá jako "Louie".
V roce 1885 byla družičkou na svatbě své tety Beatrix s Jindřichem z Battenbergu.

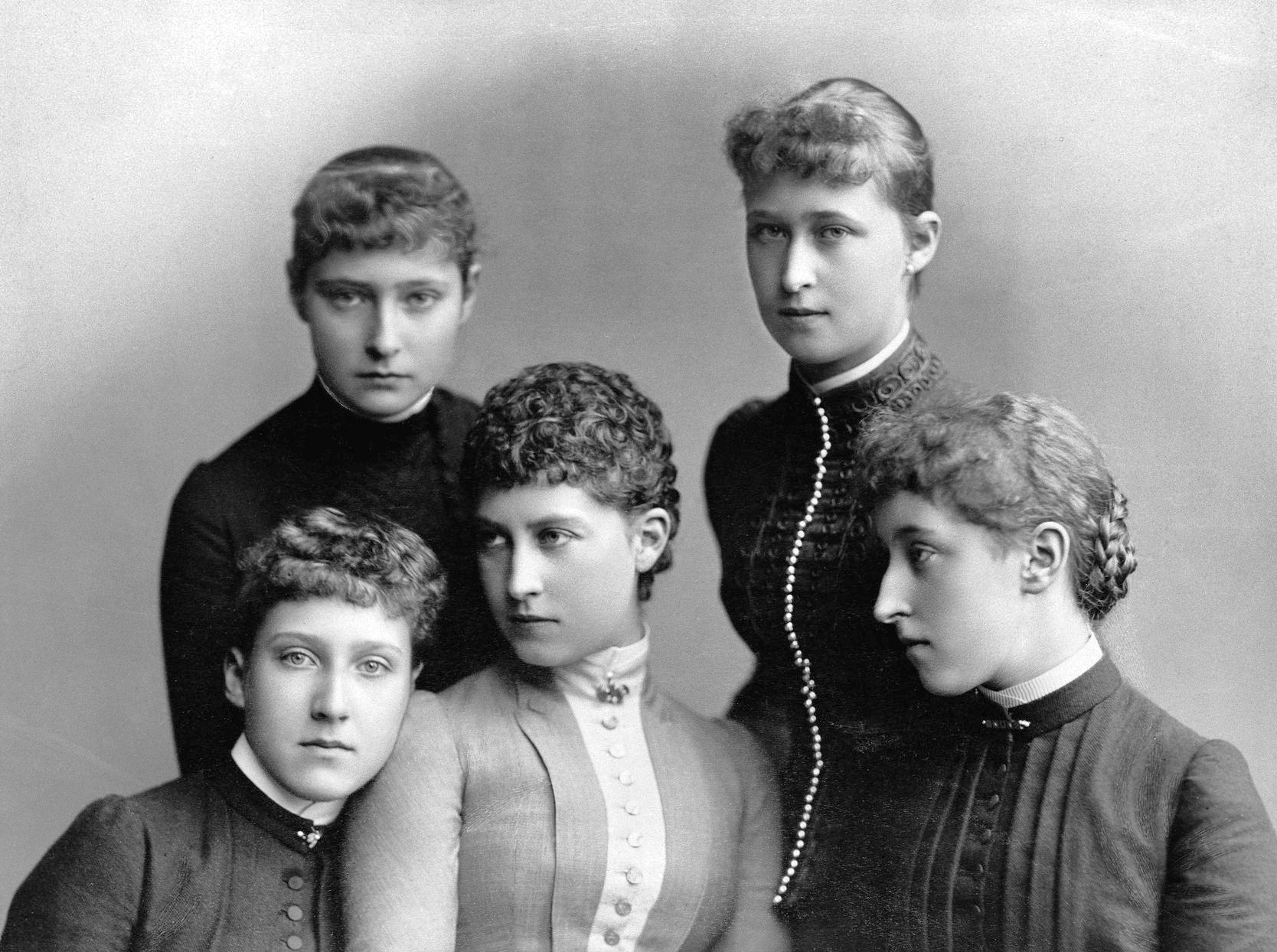
Skupinový portrét královských dětí, 1885 (nahoře zleva: Alix Hesenská a její sestra Irena; dole zleva: Marie Louisa, Šarlota Pruská a Helena Viktorie Šlesvicko-Holštýnská).

## Manželství
6. července 1891 se osmnáctiletá Marie Louisa v kapli svatého Jiří ve Windsoru provdala za o šest let staršího prince Ariberta Anhaltského, nejmladšího syna vévody Fridricha I. a jeho manželky Antonie Sasko-Altenburské. Při uspořádání sňatku byl nápomocný Louisin bratranec, německý císař Vilém II.
Ačkoli současné zdroje přímo neříkaly, že by to byla příčina rozpadu jejich manželství, řada současníků naznačovala, stejně jako následné historické zprávy, že Aribert byl bisexuál nebo homosexuál, a někteří se domnívají, že katalyzátorem rozpadu byla jeho indiskrétnost s mužským doprovodem a to, že manželství nebylo nikdy naplněno. Manželství bylo anulováno 13. prosince 1900 jeho otcem. Princezna Marie Louisa, která byla tou dobou na oficiální návštěvě Kanady, se okamžitě v vrátila do Británie. Podle svých pamětí svůj manželský slib považovala za závazný, a tak se už nikdy znovu nevdala.

## Aktivity, charita a mecenášství

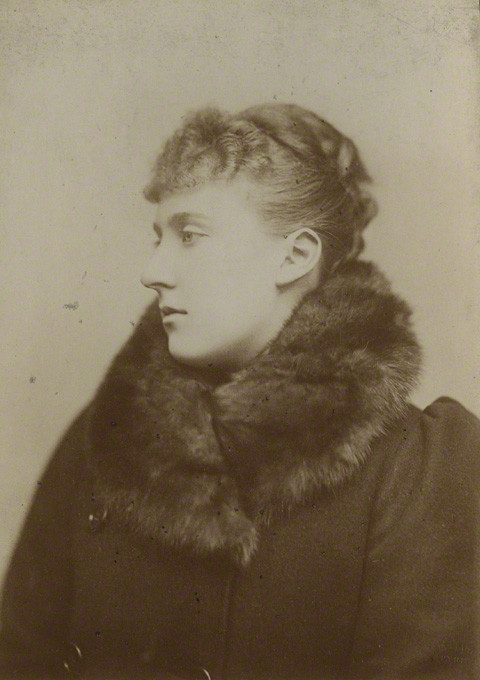
Princezna Marie Louisa v 90. letech 19. století.

Po anulaci se Marie Louisa oddala charitativním organizacím a mecenášství umění. Inspirovala vytvoření Domu královny Mary pro panenky (Queen Mary's Dolls' House), aby předvedla práci britských řemeslníků. V Bermondsey založila dívčí klub, který za první světové války sloužil jako nemocnice. Byla aktivní také v práci v pečovatelském domě princezny Kristián ve Windsoru. Účastnila se všech oficiálních příležitostí královské rodiny, včetně korunovací a pohřbů, a působila jako princezna královské krve na událostech, jako byla korunovace Jiřího VI. nebo průvod kočárů pro princezny královské krve při korunovaci Alžběty II.

## Skauting

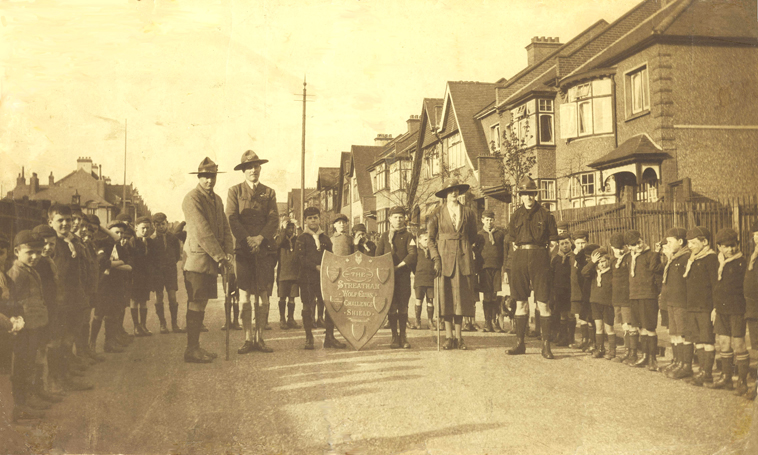
Fotografie z roku 1919, mladí skauti na setkání s princeznou Marií Louisou.

V roce 1919 se s princeznou Marií Louisou při její návštěvě Streathamu v Jižním Londýně setkala smečka vlčat ze 4. Streathamské skautské skupiny. Skupina jí při její návštěvě poskytla čestnou stráž. Skupina a jejich vysoké standardy na ni tak zapůsobily, že ji prohlásila za svou vlastní a od té doby je známá jako 4. Streatham Sea Scout Group (vlastněna princeznou Marií Louisou).

## První světová válka
V červenci 1917 změnil Jiří V. jméno britské dynastie ze Sasko-Kobursko-Gothajské na Windsorskou a nařídil svým četným příbuzným, kteří byli britští poddaní, aby přestali používat své německé tituly, oslovení a příjmení. Princezna Marie Louisa a její neprovdaná starší sestra Helena Viktorie, které nikdy nepřijaly jiné tituly ani příjmení, se staly známými jednoduše jako "Její Výsost princezna Marie Louisa" a "Její Výsost princezna Helena Viktorie", což jim dalo zvláštní rozlišení, že jsou princeznami, ale zjevně ne členkami jakékoli konkrétní královské rodiny. Tento přístup se lišil od toho, který přijali ostatní příbuzní Jiřího V., kteří se vzdali všech knížecích titulů, nejen svých německých označení, a na oplátku od krále obdrželi britské šlechtické tituly. Jejich tituly princezen byly odvozený od jejich otce, oficiálně nebyly princeznami Spojeného království. Nicméně jejich svobodný stav spolu s jejich právem na oslovení Výsost, které pocházelo z výnosu královny Viktorie z roku 1867 způsobil, že jejich situace byla nepříjemná, takže bylo snazší umožnit jim zachovat si status princezen a zároveň se zcela vyhnout otázce přímého rodinného členství.

## Pozdější život
Princezna Marie Louisa se v roce 1944 stala kmotrou prince Richarda z Gloucesteru. Malá princezna Alžběta jí říkala "sestřenice Louie"; později se Marie Louisa i její sestra Helena Viktorie zúčastnily Alžbětiny svatby. Marie Louisa se také zúčastnila čtyř korunovací ve Westminsterském opatství, korunovace Eduarda VII. a královny Alexandry v roce 1902; krále Jiřího V. a královny Marie v roce 1911; krále Jiřího VI. a královny Alžběty v roce 1937; a královny Alžběty II. v roce 1953. V roce 1956 vydala své paměti Mé vzpomínky na šest vlád (My Memories of Six Reigns). Zemřela ve svém londýnském domě, 10 Fitzmaurice Place, Berkeley Square, 8. prosince 1956 ve věku 84 let. Pohřbena byla na Královském pohřebišti Frogmore ve Windsor Great Park. V době své smrti byla jedním z šesti žijících vnoučat královny Viktorie. Prozkoumání pozůstalosti princezny proběhlo 12. března 1957 a bylo oceněno na 107 644 liber (1,8 milionu liber při směnných kurzech v roce 2022).

## Tituly, oslovení a vyznamenání

### Tituly a oslovení
- 1872–1891: Její Výsost princezna Marie Louisa Šlesvicko-Holštýnská
- 1891–1900: Její Výsost princezna Aribert Anhaltský
- 1900–1917: Její Výsost princezna Marie Louisa Šlesvicko-Holštýnská
- 1917–1956: Její Výsost princezna Marie Louisa

### Vyznamenání
- Řád indické koruny
- Královský řád Viktoriin (1953)
- Řád britského impéria (1919)

## Vývod z předků
|                                   |                                                                        |  |                                      |                                                          |  |  |  |  |  |  |  | Frederik Kristián I. Šlesvicko-Holštýnsko-Sonderbursko-Augustenburský |
|                                   |                                                                        |  |                                      |                                                          |  |  |  |  |  |  |  |                                                                       |
|                                   | Frederik Kristián II. Šlesvicko-Holštýnsko-Sonderbursko-Augustenburský |  |                                      |                                                          |  |  |  |  |  |  |  |                                                                       |
|                                   |                                                                        |  |                                      |                                                          |  |  |  |  |  |  |  |                                                                       |
|                                   |                                                                        |  |                                      | Šarlota Amálie Šlesvicko-Holštýnsko-Sonderbursko-Plönská |  |  |  |  |  |  |  |                                                                       |
|                                   |                                                                        |  |                                      |                                                          |  |  |  |  |  |  |  |                                                                       |
|                                   | Kristián August II. Šlesvicko-Holštýnsko-Sonderbursko-Augustenburský   |  |                                      |                                                          |  |  |  |  |  |  |  |                                                                       |
|                                   |                                                                        |  |                                      |                                                          |  |  |  |  |  |  |  |                                                                       |
|                                   |                                                                        |  |                                      | Kristián VII.                                            |  |  |  |  |  |  |  |                                                                       |
|                                   |                                                                        |  |                                      |                                                          |  |  |  |  |  |  |  |                                                                       |
|                                   | Luisa Augusta Dánská                                                   |  |                                      |                                                          |  |  |  |  |  |  |  |                                                                       |
|                                   |                                                                        |  |                                      |                                                          |  |  |  |  |  |  |  |                                                                       |
|                                   |                                                                        |  |                                      | Karolina Matylda Hannoverská                             |  |  |  |  |  |  |  |                                                                       |
|                                   |                                                                        |  |                                      |                                                          |  |  |  |  |  |  |  |                                                                       |
|                                   | Kristián Šlesvicko-Holštýnský                                          |  |                                      |                                                          |  |  |  |  |  |  |  |                                                                       |
|                                   |                                                                        |  |                                      |                                                          |  |  |  |  |  |  |  |                                                                       |
|                                   |                                                                        |  |                                      | Frederik Christian Danneskiold-Samsøe                    |  |  |  |  |  |  |  |                                                                       |
|                                   |                                                                        |  |                                      |                                                          |  |  |  |  |  |  |  |                                                                       |
|                                   | Kristián Konrád Danneskioldsko-Samsøeský                               |  |                                      |                                                          |  |  |  |  |  |  |  |                                                                       |
|                                   |                                                                        |  |                                      |                                                          |  |  |  |  |  |  |  |                                                                       |
|                                   |                                                                        |  |                                      | Frederikke Louise von Kleist                             |  |  |  |  |  |  |  |                                                                       |
|                                   |                                                                        |  |                                      |                                                          |  |  |  |  |  |  |  |                                                                       |
|                                   | Luisa Žofie z Danneskiold-Samsøe                                       |  |                                      |                                                          |  |  |  |  |  |  |  |                                                                       |
|                                   |                                                                        |  |                                      |                                                          |  |  |  |  |  |  |  |                                                                       |
|                                   |                                                                        |  |                                      | Frederik Christian Kaas                                  |  |  |  |  |  |  |  |                                                                       |
|                                   |                                                                        |  |                                      |                                                          |  |  |  |  |  |  |  |                                                                       |
|                                   | Henrietta Danneskioldsko-Samsøeská                                     |  |                                      |                                                          |  |  |  |  |  |  |  |                                                                       |
|                                   |                                                                        |  |                                      |                                                          |  |  |  |  |  |  |  |                                                                       |
|                                   |                                                                        |  |                                      | Edele Sofie Kaas Sparre til huset Nedergaard             |  |  |  |  |  |  |  |                                                                       |
|                                   |                                                                        |  |                                      |                                                          |  |  |  |  |  |  |  |                                                                       |
| Marie Louisa Šlesvicko-Holštýnská |                                                                        |  |                                      |                                                          |  |  |  |  |  |  |  |                                                                       |
|                                   |                                                                        |  |                                      |                                                          |  |  |  |  |  |  |  |                                                                       |
|                                   |                                                                        |  | František Sasko-Kobursko-Saalfeldský |                                                          |  |  |  |  |  |  |  |                                                                       |
|                                   |                                                                        |  |                                      |                                                          |  |  |  |  |  |  |  |                                                                       |
|                                   | Arnošt I. Sasko-Kobursko-Gothajský                                     |  |                                      |                                                          |  |  |  |  |  |  |  |                                                                       |
|                                   |                                                                        |  |                                      |                                                          |  |  |  |  |  |  |  |                                                                       |
|                                   |                                                                        |  |                                      | Augusta Reuss Ebersdorf                                  |  |  |  |  |  |  |  |                                                                       |
|                                   |                                                                        |  |                                      |                                                          |  |  |  |  |  |  |  |                                                                       |
|                                   | Albert Sasko-Kobursko-Gothajský                                        |  |                                      |                                                          |  |  |  |  |  |  |  |                                                                       |
|                                   |                                                                        |  |                                      |                                                          |  |  |  |  |  |  |  |                                                                       |
|                                   |                                                                        |  |                                      | Augustus Sasko-Gothajsko-Altenburský                     |  |  |  |  |  |  |  |                                                                       |
|                                   |                                                                        |  |                                      |                                                          |  |  |  |  |  |  |  |                                                                       |
|                                   | Luisa Sasko-Gothajsko-Altenburská                                      |  |                                      |                                                          |  |  |  |  |  |  |  |                                                                       |
|                                   |                                                                        |  |                                      |                                                          |  |  |  |  |  |  |  |                                                                       |
|                                   |                                                                        |  |                                      | Luisa Šarlota Meklenbursko-Zvěřínská                     |  |  |  |  |  |  |  |                                                                       |
|                                   |                                                                        |  |                                      |                                                          |  |  |  |  |  |  |  |                                                                       |
|                                   | Helena Britská                                                         |  |                                      |                                                          |  |  |  |  |  |  |  |                                                                       |
|                                   |                                                                        |  |                                      |                                                          |  |  |  |  |  |  |  |                                                                       |
|                                   |                                                                        |  |                                      | Jiří III.                                                |  |  |  |  |  |  |  |                                                                       |
|                                   |                                                                        |  |                                      |                                                          |  |  |  |  |  |  |  |                                                                       |
|                                   | Eduard August Hannoverský                                              |  |                                      |                                                          |  |  |  |  |  |  |  |                                                                       |
|                                   |                                                                        |  |                                      |                                                          |  |  |  |  |  |  |  |                                                                       |
|                                   |                                                                        |  |                                      | Šarlota Meklenbursko-Střelická                           |  |  |  |  |  |  |  |                                                                       |
|                                   |                                                                        |  |                                      |                                                          |  |  |  |  |  |  |  |                                                                       |
|                                   | Královna Viktorie                                                      |  |                                      |                                                          |  |  |  |  |  |  |  |                                                                       |
|                                   |                                                                        |  |                                      |                                                          |  |  |  |  |  |  |  |                                                                       |
|                                   |                                                                        |  |                                      | František Sasko-Kobursko-Saalfeldský                     |  |  |  |  |  |  |  |                                                                       |
|                                   |                                                                        |  |                                      |                                                          |  |  |  |  |  |  |  |                                                                       |
|                                   | Viktorie Sasko-Kobursko-Saalfeldská                                    |  |                                      |                                                          |  |  |  |  |  |  |  |                                                                       |
|                                   |                                                                        |  |                                      |                                                          |  |  |  |  |  |  |  |                                                                       |
|                                   |                                                                        |  |                                      | Augusta Reuss Ebersdorf                                  |  |  |  |  |  |  |  |                                                                       |
|                                   |                                                                        |  |                                      |                                                          |  |  |  |  |  |  |  |                                                                       |